# Nydalasjön
Nydalasjön (tidigare Tavlesjön) är en sjö i Umeå kommun i Västerbotten som ingår i Umeälvens huvudavrinningsområde. Sjön är drygt tre kilometer lång (i nord-sydlig riktning) och en halv kilometer bred (öst-väst), och som mest cirka 6 meter djup, har en yta på 1,46 kvadratkilometer och befinner sig 35 meter över havet. Sjön avvattnas av vattendraget Kolbäcken. Vid provfiske har abborre, gädda och mört fångats i sjön.
Sjön är belägen i östra utkanten av Umeå tätort, nära stadsdelarna Nydalahöjd, Mariehem och Tomtebo. En campingplats ligger vid sjöns norra ände. Flera små vägar, stigar och cykelvägar gör det möjligt att promenera eller cykla runt sjön och den totala sträckan blir då cirka 8,5 kilometer.

## Nydala fritidsområde
Under sommaren är Umelagun – ett utomhusäventyrsbad, natursjöbad, bastuflottar och caféer – öppet. Under vintern är längdskidåkning och pimpelfiske populärt, och sjön plogas ibland så att skridskoåkare kan göra "långfärder".
First Camp Umeå, tidigare Nydala Camping och Umeå Camping, är belägen i området. Campingen har hundratals campingplatser och knappt 100 stugor samt äventyrsgolf, restaurang och andra attraktioner.
Trycket på sjön som friluftsmål har ökat i takt med Umeås växande befolkning och den pågående utbyggnaden av stadsdelen Tomtebo i söder, som beräknas ha omkring 20 000 invånare inom några decennier.
Det finns en mängd preparerade grillplatser runt sjön där kommunen tillhandahåller ved 15 april till 30 september.
Runt Nydalasjön finns tillgång till blåbär, lingon, åkerbär samt svamp på hösten. Fiskekort kan köpas i området.

## Historia
1797 anlade dåvarande landshövdingen Pehr Adam Stromberg ett nybygge och startade ett uppodlingsprojekt vid sjöns norra ände. Han kallade gården Nydala efter godset Nydala herrgård i Nydala socken i Småland som en gång tillhört släkten.
Före 1980-talet hette sjön Tavlesjön, vilket gett byarna Innertavle och Yttertavle sina namn. Namnbytet berodde på att Tavlesjön ofta förväxlades med Tavelsjön (och byn Tavelsjö), som ligger längre in i landet.

## Delavrinningsområde
Nydalasjön ingår i delavrinningsområde (708809-172336) som SMHI kallar för Utloppet av Nydalasjön. Medelhöjden är 42 meter över havet och ytan är 5,48 kvadratkilometer. Det finns inga avrinningsområden uppströms utan avrinningsområdet är högsta punkten. Kolbäcken som avvattnar avrinningsområdet har biflödesordning 2, vilket innebär att vattnet flödar genom totalt 2 vattendrag innan det når havet efter 10 kilometer. Avrinningsområdet består mestadels av skog (49 procent). Avrinningsområdet har 1,46 kvadratkilometer vattenytor vilket ger det en sjöprocent på 26,6 procent. Bebyggelsen i området täcker en yta av 1,08 kvadratkilometer eller 20 procent av avrinningsområdet.

## Galleri

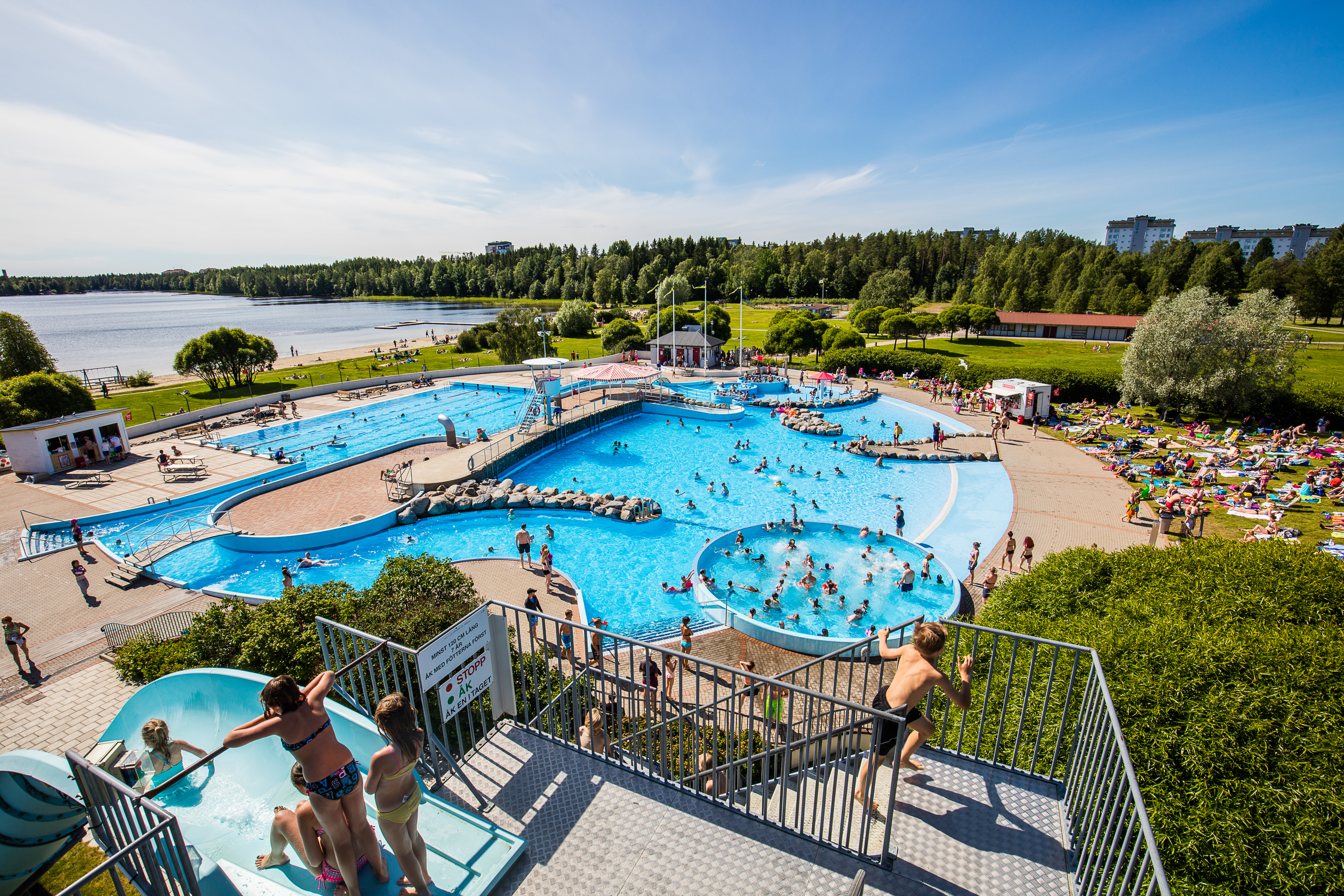
Umelagun är ett tempererat bad intill Nydalasjöns norra ände.
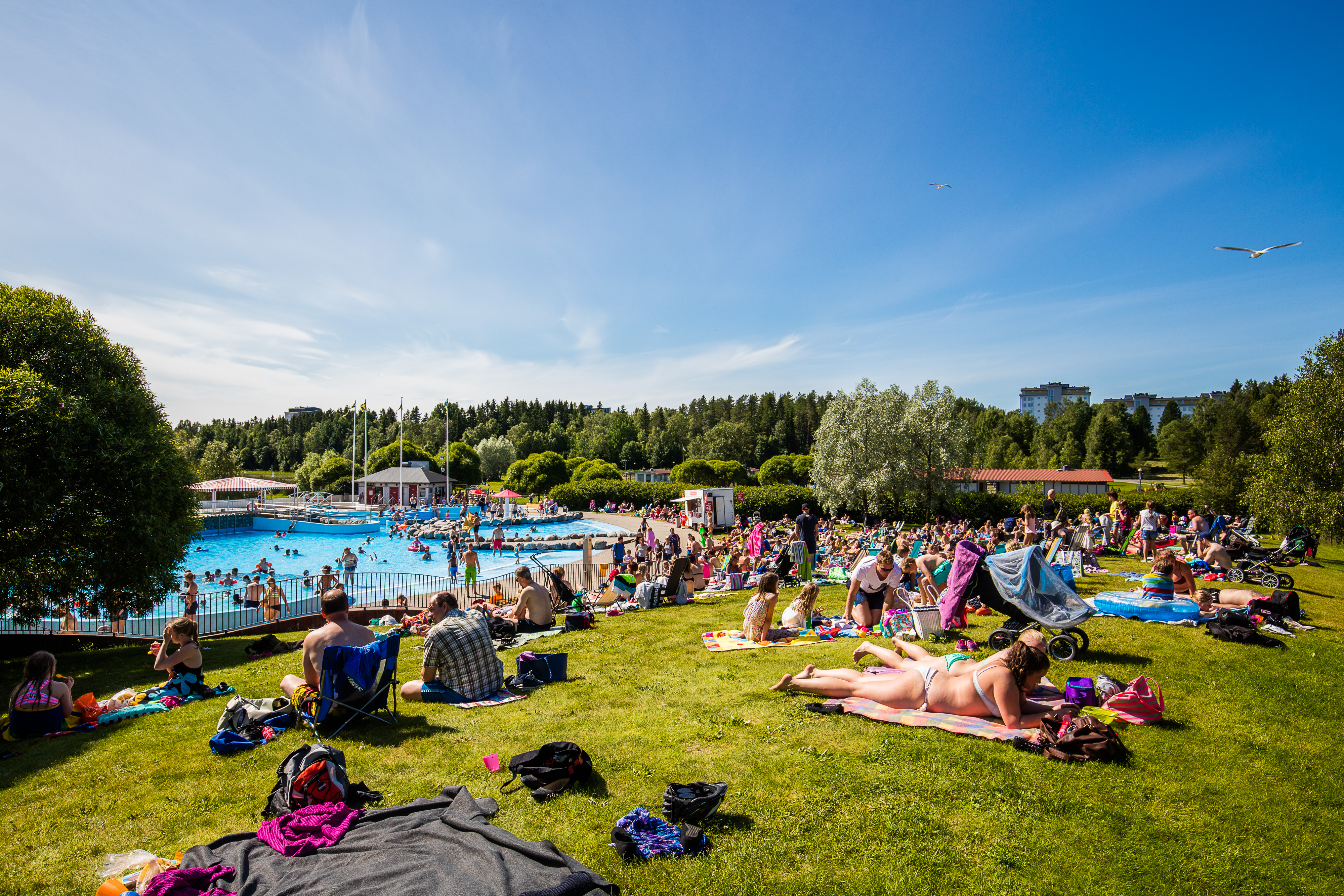
Picknick vid Umelagun.
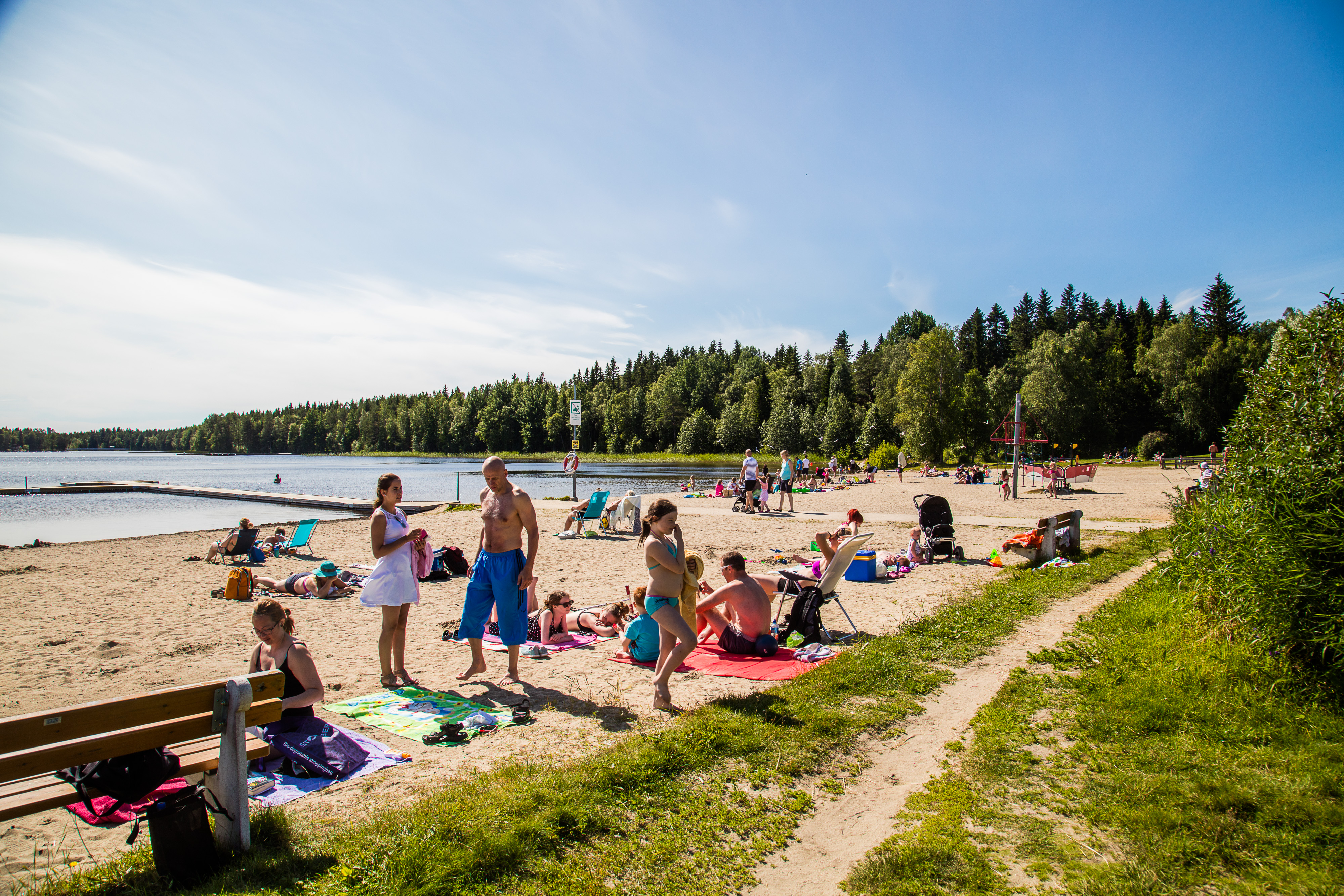
Vid Nydalabadet.
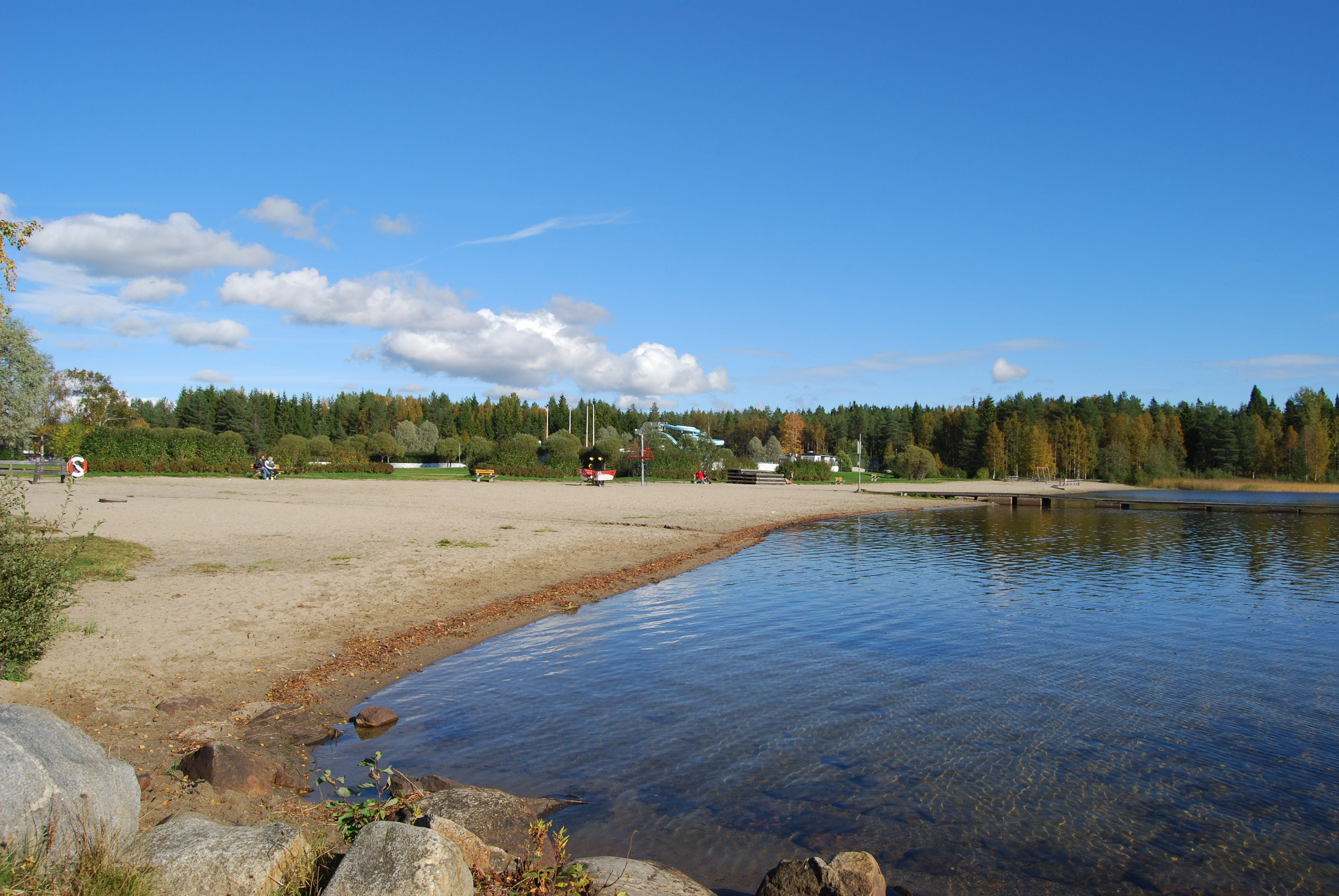
Nydalabadet.
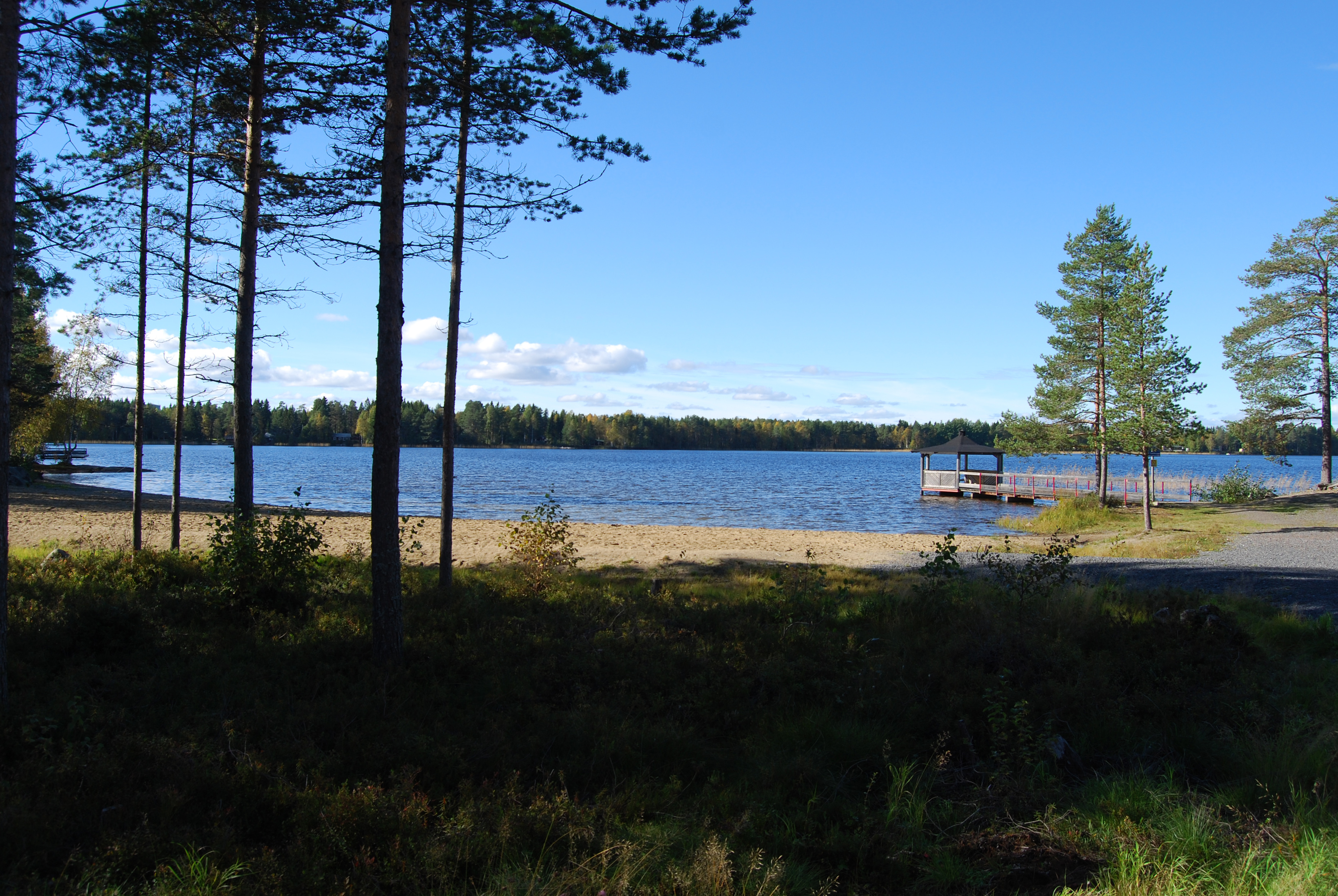
Kärleksviken.
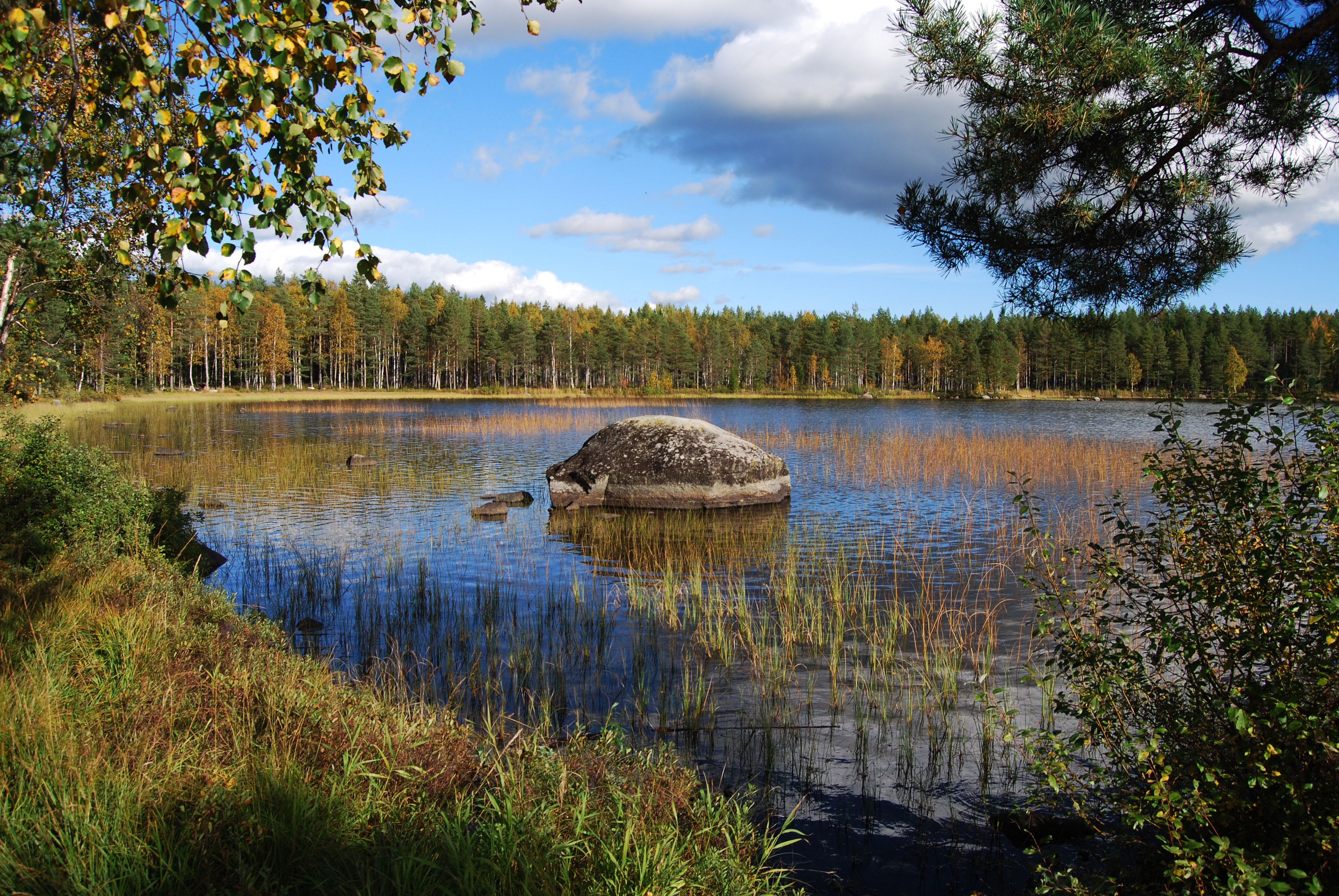
Nydalasjön.
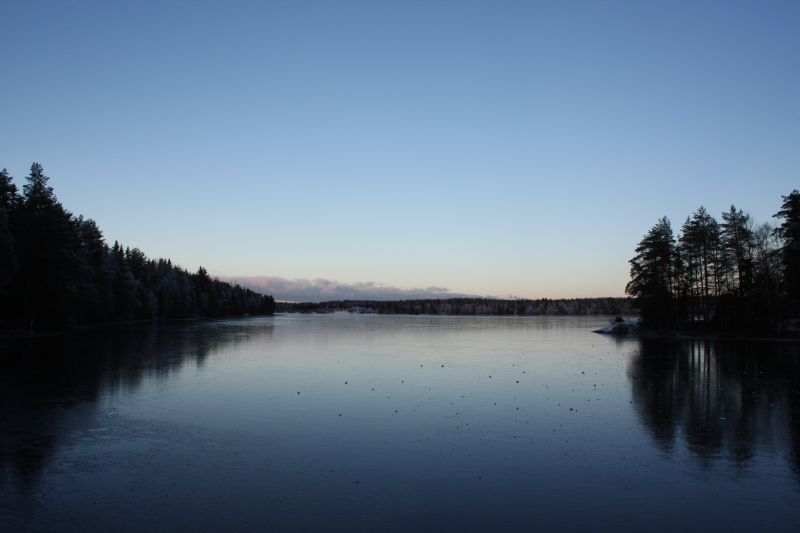
Blankis på Nydalasjön i början av november 2014.
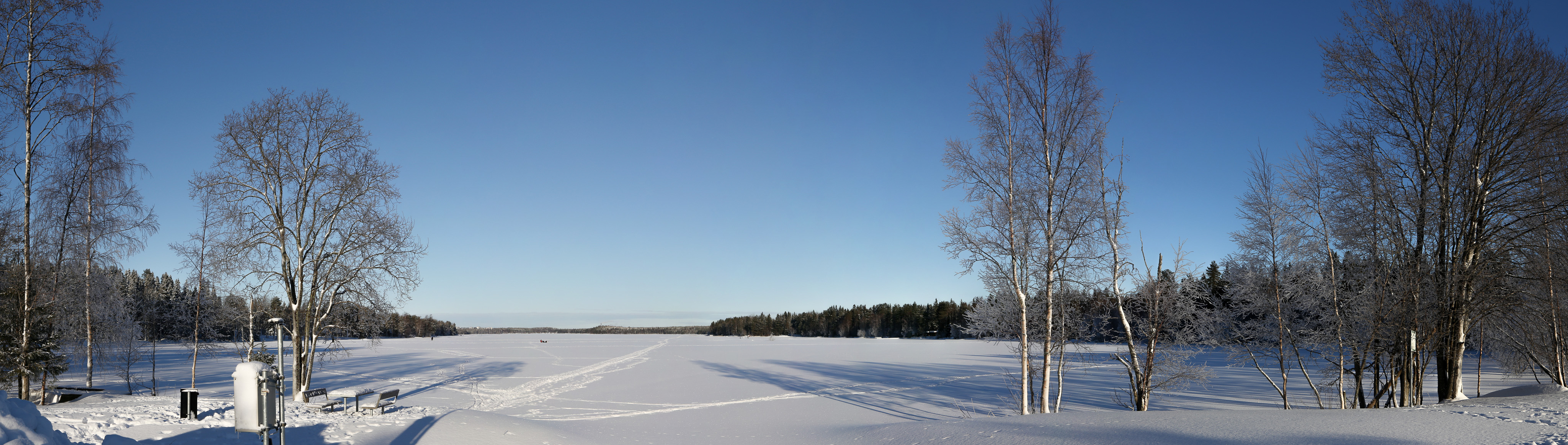
Vy över Nydalasjön från södra delen i feb 2013.